# Сборенка
Сбо̀ренка е добруджанско мъжко хоро в размер 2/4.
Хорото се играе с инструментален съпровод. Играещите се хващат за ръце в предна плетеница. Основната танцова тема се разиграва по различни начини. Характерни са множеството клякания, повивания на тялото и разтърсвания на раменете. В най-прост вариант изпълнението му е в кръг от мъже и жени.